# Абдулаева, Яйра Умаровна
Яйра Умаровна Абдулаева (узб. Yayra Umarovna Abdullayeva; 14 августа 1930, Ташкент, Узбекская ССР — 14 мая 2019, Узбекистан) — узбекская и советская актриса

 театра и кино. Народная артистка Узбекской ССР (1964). Лауреат Государственной премии Узбекистана имени Хамзы (1967).

## Биография
Свою сценическую карьеру начала в 1945 году во фронтовой концертной бригаде под руководством Гавхар Рахимовой.
В 1950 году окончила Ташкентский государственный институт театрального искусства (ТГИТИ) имени А. Н. Островского (ныне Государственный институт искусств Узбекистана).
Тогда же стала артисткой Узбекского театра имени Хамзы. Позже играла на сцене Узбекского национального академического драматического театра.
Вела радиопередачи.

## Избранная фильмография
Снималась в кино с 1953 года.
- 1953 — Бай и батрак — Гулбахор, третья жена бая
- 1954 — Сёстры Рахмановы — Дильдар
- 1955 — Встретимся на стадионе — Рано
- 1957 — Случай в пустыне — мать Фирюзы
- 1960 — Хамза — Саодат
- 1965 — Навстречу совести — Хатира
- 1970 — Свет и тени — эпизод
- 1971 — Здесь проходит граница — жена Абзала
- 1972 — Возраст тревог — Наджимова
- 1972 — В чёрных песках — жена Ильяс-хана
- 1972 — Навстречу тебе — эпизод
- 1973 — Испорченный праздник
- 1973 — Поклонник (киноальманах)
- 1974 — Главный день — мать Турабека
- 1976 — Ради других — эпизод
- 1978 — Весенняя мелодия
- 1980 — Ленинградцы, дети мои... — Абдуллаева
- 1984 — Моя республика (фильм 5, 15-17 серии)
- 1984 — Борющийся Туркестан (фильм 4, 13-14 серии)
- 1984 — Огненные дороги — мать Кудрата, председатель колхоза
- 1986 — Алмазный пояс — эпизод
- 1989 — Шок — судебный заседатель
- 2000 — Алпамыш — Сурхаиль-ведьма
- 2005 — Приезжий — жених Райхон, бабушка Зейнабы
- 2005-2006 — И целого мира мало
- 2006 — Тайна красоты
- 2006 — Шаббона — бабушка Шаббаны
- 2007 — Зумрад и Киммат — бабушка
- 2007 — Маленькие люди — соседка Михлибай-аки
- 2008 — Игра
- 2009 — Обманчивый мир
- 2011 — Патриоты — Яйра опа
- 2011 — Колдунья
- 2011 — Единственный ребёнок
- 2012 — Сокровище
- 2012 — О, Марьям, Марьям — мать отца Марьямы

## Награды
- Орден «Дустлик»
- Орден «Эл-юрт хурмати» («Уважаемому народом и Родиной», 2011)
- Медаль «За трудовое отличие» (1951)[1]
- Народная артистка Узбекской ССР (13.11.1964)[2]
- Государственная премия Узбекской ССР имени Хамзы (1967)[3]
- Лауреат Почётной премии за вклад в развитие культуры и искусства M&TVA-2010.